# Den Grafiske Højskole
Den Grafiske Højskole var mellan 1943 och 2008 ett utbildnings- och kunskapscenter för den danska tryckeri- och mediebranschen. Den slogs samman med Journalisthøjskolen 2008 under namnet Mediehøjskolen och lever idag vidare som Danmarks Medie- og Journalisthøjskole.
De då nio danska arbetsgivarorganisationerna inom grafisk industri beslöt 1941 att inrätta Den Grafiske Højskole, vilken
startade i september 1943 på Julius Thomsens Gade, med undervisning på en allmän linje av 70 elever samt forskning som huvuduppgifter.
År 1956 utvidgades utbildning med en linje för grafisk formgivning.
Skolan status ändrades 1976 från att vara ett privat teknologiskt institut under De Grafiske Fags Sammenslutning till att bli en statlig utbildningsinstitution. Utbildningen utökades från ett till två år 1987 och till tre år 1999.